# Хуліо Льоренте
Хуліо Льоренте (ісп. Julio Llorente, нар. 14 червня 1966, Вальядолід) — іспанський футболіст, що грав на позиції захисника, зокрема, за «Реал Мадрид», «Тенерифе» і «Саламанку».
Дворазовий чемпіон Іспанії і володар Кубка Іспанії у складі «Реала».

## Ігрова кар'єра
У дорослому футболі дебютував 1985 року виступами за команду клубу «Реал Мадрид Кастілья», в якій провів два сезони. Відігравши сезон 1987/88 в оренді за «Мальорку» і повернувшись до «Реала», став залучатися до його основної команди. Протягом двох років у «королівському клубі» двічі виборював титул чемпіона Іспанії, одного разу ставав володарем Кубка Іспанії, однак виходив на поле дуже нерегулярно.
1990 року гравець, який не входив у плани керівництва «Реала», перейшов до «Тенерифе», в якому нарешті отримав регулярну практику виступів у Ла-Лізі. Відіграв за клуб із Санта-Крус-де-Тенерифе наступні дев'ять сезонів своєї ігрової кар'єри. Більшість часу, проведеного у складі «Тенерифе», був основним гравцем захисту команди.
Завершив професійну ігрову кар'єру у друголіговій «Саламанці», за команду якої виступав протягом 1999—2000 років.

## Титули і досягнення
- Чемпіон Іспанії (2):

«Реал Мадрид»: 1988-1989; 1989-1990
- Володар Кубка Іспанії (1):

«Реал Мадрид»: 1988-1989